# Яневичі (зупинний пункт)
Яне́вичі — пасажирський залізничний зупинний пункт Рівненської дирекції Львівської залізниці.
Розташований в селі Іванівка, Володимирський район, Волинської області на лінії Ковель — Сапіжанка між станціями Володимир (18 км) та Іваничі (7 км).
Станом на лютий 2019 року щодня три пари дизель-потягів прямують за напрямком Ковель-Пасажирський — Червоноград/Львів.